# Patrick Funk
Patrick Funk (Aalen, 11 febbraio 1990) è un calciatore tedesco, centrocampista dell'Essingen.

## Carriera

### Giocatore
Ha giocato nella prima e nella seconda divisione tedesca.

### Nazionale
Ha partecipato ai Mondiali Under-20 del 2009 ed agli Europei Under-21 del 2013.

## Palmarès

### Individuale
- Fritz-Walter-Medaille: 1

2007 (Under-17)